# 週35時間労働制
週35時間労働制（しゅう35じかんろうどうせい）は、労働時間を年平均、常勤で週35時間に法的規定した、2002年のフランスの法措置である。35時間以上の超過勤務も認められており、管理職、自由業（弁護士・医師など）は、この法的規定の範囲内ではない。
労働者側にとっての週における労働時間というのは、雇用側の意により労働する時間である。また、雇用者側にとっての週の労働時間というのは、労働者が実際に労働した時間を指している。労働契約法で定められている法的労働時間と、実際的労働時間は、法的にも分かれている。
フランスの新聞ル・モンド2004年12月14日付けの記事によると、フランスの平均的労働時間は、欧州連合25カ国の平均同様、37時間と示されている。

## 起源
労働時間の短縮は、労働界における重要な一つのアスペクトとされている。社会学者ポール・ラファルグ(Paul Lafargue)は、1880年にその著書“怠けの権利（Le Droit à la paresse）”で労働時間削減を弁じている。また1516年には、ヒューマニストであったトマス・モアがその著書ユートピアで、理想的な週における労働時間規定に言及しており、それは35時間であると、すでに述べていた。
歴史的に、労働時間短縮活動は労働団体が行ってきた。それらの要望は、概して左派内閣の時に取り入れられている。

## 目的
週35時間労働制により、目的および期待された効果は多岐に及ぶ。
1. 期待される通俗的効果には、この改革により、労働層が国内の総仕事数によりよく分配されるという効果がある。つまり、労働時間の削減は、予想される一定の総仕事数を維持するため、雇用の創出をもたらす、というもの。
2. この法設定により、労働組織の能率化、また経済生産性拡大のため、交渉および社会的対話が再開できる好機とみなされる、というもの。
3. 個々人の生活において、この措置が、労働者の家族との生活や社会の一員としての生活を改善する余暇を与える、というもの。この措置によって、健康状態が改善され、その結果、医療費消費量の削減、健全性からもたらせる生産性の改善、家庭における男女の家事の均等な分担などを挙げ、さまざまな社会変革効果があるとされた。

## 概要
労働時間短縮（Réduction du temps de travail : 通称RTT）は、マルティーヌ・オブリーがリオネル・ジョスパン政府下で実施した政策である。この政策は、雇用の増大と、フランスの経済活動の最活発化のため、1週間における労働時間の削減をし、労働の分担による失業率低下を図ったものである。
この政策は、欧州連合ガイドラインにならって、最大48時間の労働時間規定の中に組み込まれた。
1848年、フランスの労働時間の法的規定は84時間であった。1936年には、40時間に制定され、1982年に39時間、そして2002年に、35時間となった。しかし、1996年にはジル・ドゥ・ロビアンによる労働時間改善短縮法（ロビアン法）を適用するために、企業に対し一定の援助（およそ10%の社会保障の雇用主負担額を差し引いて、10%採用増を目指す）がなされている。
ロビアン法により、法設定への土壌作りと雇用経営者への通知のため、“労働時間短縮推進に関する方針（1998年6月13日、法98-461号）”が、また、35時間へ移行するための適応規準を定めるため、”労働時間短縮交渉のための関連法（2000年1月19日、法2000-37号）が出された。それには、企業の規模によって異なる35時間への移行期間などが示された。
この35時間労働時間の法制化は、39時間から35時間に1週間の労働時間を短縮することにあった。実際には、労働者は39時間働き続けることができる。が、その週当たり4時間行った超過勤務時間は、半日あるいは一日の有給休暇という形に置き換えられ、消化される。いずれにせよ、1年の労働時間は1600時間となるが、2005年にはパントコットの祝日の削除により1607時間となった。
認められた労働方法の例：
- 有給休暇なしで35時間労働、1日7時間、週5日労働。
- 週37,5時間労働で月1,33日の有給休暇。
- 週39時間労働で週に半日の有給休暇。
- 週39時間労働で月2日の有給休暇。

週35時間労働制の調整はそれぞれの異なる場合ごとになされ、雇用側と労働者側の議論および交渉の場が与えられている（時に緊迫した雰囲気を呈する）。交渉の際、双方の合意が得られない場合、法律では超過労働の方法を明確に示している（2003年にフランソワ・フィヨンにより修正）。超過労働は割り振りが限定されており、1人の労働者が1年当たり180時間の超過まで、また調整がなされた場合、130時間まで（1年を通じて週当たりの労働時間に変化があったとき）となっている。
超過労働時間賃金の値上げ：
- 20人より多い従業員を持つ会社：36時間から43時間以内で、25%増。
- 20人以下の従業員を持つ会社：36時間から39時間以内は10%増。43時間以内は25%増。
- 43時間を越える労働の場合、50%増。

これらの超過労働時間は実際、有給休暇によって埋め合わされる（25%の値上げは労働時間15分超過に相当）。つまり、超過労働した時間は自動的に有給休暇に割り当てられる（20人以下の従業員をもつ会社なら50%、その他100%）。
最近では、RTTという言葉は意味が転じ、労働時間短縮により与えられた有給休暇を指す語となった。

## 影響
ワークシェアリングと関連した労働時間短縮についての影響は、西洋史上短縮経験の欠如による確信のなさがある。OECDの2003年の調査では、次のように締めくくられている。:

総合してこの政策の短期間の結果は、雇用に関しておそらくたいへん肯定的であった。が、より長期間的視野で考えると、この集団的な労働時間短縮が政治財政に重くのしかかり、また経済的潜在能力に打撃を与える恐れがある。

週35時間労働の経済的影響として、財政面と社会面の両面を考えなければならない。フランスでの出生率は2000年に初めて増加した。ブームは継続しており、35時間労働が一つの要因だとされている。出生率増加のブームによる経済効果はより長い期間見込まれる。しかし、改正への右派反対者は、フランス左派がプログレ・ソシアルと呼ぶ、政府そして企業への莫大な支出、移民依存による出生率回復、途方もない規模に膨れ上がった仕事量そのものの扱いを巡っての紛糾を懸念している。ただし、右派内でも内実に対する反対はともかく、理念については一様に反対一色とは言い難いのが現状である。
なお、減らされた労働時間を取り戻すため、企業は労働者にさらなる結果を求める傾向が強まったとされる。労働者にはストレスがかかるようになり、自殺や暴力事件が多発しているとの指摘もある。また、管理職層ではサービス残業が増えているという。
また、雇用を奪っているとの指摘もある。労働時間が週35時間に抑えられ、さらに解雇は難しいことを背景に、フランスの雇用主は新たな正規雇用を尻込みし、慢性的な高失業率という代償を払っているとされる。2016年のフランスの失業率は、10%ほどとかなり高い。2017年の大統領選挙において、エマニュエル・マクロンやフランソワ・フィヨンは、週35時間労働制の緩和、廃止を主張している。一方、ジャン＝リュック・メランションは、労働時間を週35時間から32時間へ、さらに引き下げると主張している。

### 雇用創出
社会党がもとは掲げていたこの目標は、70万人の雇用の創出であった。労働省の調査によれば、1998年から2004年までに週35時間労働制の恩恵で新たに35万人が雇用された。